# Slatina (powiat Klatovy)
Slatina – gmina w Czechach, w powiecie Klatovy, w kraju pilzneńskim. 1 stycznia 2014 liczyła 102 mieszkańców.